# إبراهيم مبارك
إبراهيم مبارك هو كاتب وقاص إماراتي.

## حياته
ولد القاص إبراهيم مبارك عام 1952م في قرية أم سقيم في منطقة جميرا في دبي، وتأثرت نشأته بمعطيات الواقع في تلك القرية التي يعيش أهلها على البحر والصيد، وأصبحت حياته تدور حول البحر والنخل تماماً مثل معظم أهالي القرية الكادحين الذين يعانون في صمت من أجل لقمة العيش، ورغم الظروف الصعبة التي يعيشونها من قلة الموارد وشظف العيش إلا أنهم كانوا مترابطين تسود بينهم الألفة والمحبة، ولولا الطفرة النفطية التي حدثت على أثرها تغيرات كبيرة في المجتمع لكان إبراهيم مبارك وأقرانه مازالوا يعملون في الصيد، ويعيشون تلك الحياة الصعبة التي لا مفر منها ومواجهتها بالصبر.
وفي السبعينات عندما هبت رياح التغيير بسبب تحسن الظروف الاقتصادية، تكونت داخل إبراهيم مبارك قناعات جعلته أشد إصراراً على الاتجاه إلى التعليم حتى يغير من واقعه الذي يعيشه، ومن ثم تغيير نمط الحياة في المجتمع ككل، وسار في طريق العلم ولم يكتف بالدبلوم العالي للمدرسين بل نال بكالوريوس في علم النفس ودراسات عليا في التربية من جامعة الإمارات. عمل في بداية حياته المهنية مدرساً ومشرفاً إدارياً ووكيلاً لمدرسة، ثم رئيساً بقسم الشؤون التعليمية في منطقة دبي التعليمية، وبعد ذلك رئيساً لقسم التربية الرياضية بإدارة التربية الرياضية في وزارة التربية والتعليم والشباب، كما شغل منصب مدير لإدارة الأنشطة الثقافية والفنية في وزارة التربية والتعليم. فضلاً عن كونه يتمتع بالعضوية في اتحاد كتاب وأدباء الإمارات، وفي ندوة الثقافة والعلوم، وجمعية كشافة الإمارات، وجمعية المعلمين، وبالإضافة لذلك فهو كاتب في جريدة الاتحاد وجريدة البيان سابقاً ومجلة أحوال.

## بدايته
بدايته مع الكتابة كانت عندما كان طالباً في الثانوية وقتها كان الهم الاجتماعي هو الطاغي وانعكس ذلك على مجموعة من الشباب وحينها انضم إلى «نادي النصر» في دبي وشكلوا اللجنة الثقافية فيه والتي أخذت على عاتقها التوعية الاجتماعية فأصدروا نشرات ووزعوها على أعضاء النادي أو من يستطيع أن يصل إليه وتنوعت قراءاته في تلك الفترة، ما بين العلم والمعرفة والأدب، عززتها مكتبة النادي، إلا أن تلك القراءات تحولت إلى اهتمام شخصي وخاص ثم ارتبطت بالكتابة لاسيما بعد دخوله إلى الجامعة، ودائماً يشيد إبراهيم مبارك بمدرسيه القدامى الذين أتوا من مصر والذين تأثر بهم كثيراً، وكان لهم دور كبير في ترسيخ معنى العلم والنهوض بالمجتمع، فلم يكن هدفهم المادة في ذلك الوقت بمقدار اهتمامهم بالإنسان العربي ومشروع القومية العربية، خاصة في الستينات حيث كانت الإمارات مازالت تحت الاحتلال الإنجليزي، وكان هدفهم الأسمى هو النهوض بأبناء الأمة العربية. وكانت أولى محاولات إبراهيم مبارك القصصية في عام 1974م، عندما كتب «ضربات المضارب» ذات الموضوع الاجتماعي والتي تتحدث عن «قهر المرأة» فالأرضية الأولى التي انطلقت منها قصصه هي أرضية قومية عربية كانت أكثر شمولاً وأصبحت «أم سقيم» قريته الصغيرة تتسع لأسئلة العالم كافة فأخذ يكتب نصا إنسانياً أكثر رحابة وأوسع أفقاً مع تمسكه بخصوصيته البيئية والمكانية.
مدينته «جميرا» البحرية التي يسكنها الصيادون والبحارة كانت مرجعيته الأولى للكتابة القصصية، إذ قال عنها:
«ليس بين بيتنا وبين البحر سوى بضعة أمتار وعندما يولد طفل أو طفلة في هذه القرية فإن أول ما يسمعه هو صوت البحر».
من هناك بدأ إبراهيم اختزان أصوات البحر وألوانه وأشيائه وخصوصياته.

## أعماله
له العديد من المؤلفات والدراسات والمشاركات ومن إبداعاته الأدبية خمسة مجموعات قصصية هي:
- «الطحلب».
- «عصفور الثلج»، الصادر عن اتحاد كتاب وأدباء الإمارات عام 1991م.
- «خان» الصادر عن اتحاد كتاب وأدباء الإمارات عام 1998م.
- «ضجر طائر الليل» الصادر عن اتحاد كتاب وأدباء الإمارات عام 2005م.
- «قبر الولي».

وله العديد من الكتب مثل:
- كتاب «الحركة الكشفية في الإمارات».
- كتاب «الكشافة في الإمارات».
- كتاب «نواقيس - قراءة في الأنشطة الثقافية والفنون».
- كتاب «سواحل البحر» الصادر عن اتحاد كتاب وأدباء الإمارات عام 2002م.
- كتاب «صدى المسرح».
- كتاب «الدراسات البيئية؛ هندسة الأثر البيئي للمشروعات» الصادر عن دار الفكر العربي.

كما كتب بعض المقالات الأدبية والشعر، وهي:
- مقالة «صواري» الصادر عن اتحاد كتاب وأدباء الإمارات عام 2009م.
- شعر «يقيس الأزقة بالذكريات» الصادر عن الدار العربية للعلوم ناشرون عام 2014م.

فضلاً عن ذلك، فقد تميز بمساهمات في مجال المناهج فعمل على تدريس قصة «سيف والجر جور» في مناهج التربية للصف الأول الإعدادي لأكثر من 7 سنوات، ودرّس قصة «مناقير» في مناهج التربية لنفس المرحلة. كما كان له كذلك مساهمات في مجال التربية الكشفية والأنشطة؛ حيث حضر مؤتمرات عالمية ومعسكرات في سويسرا، جنوب أفريقيا، تايلاند، أوسلو، النرويج، كوريا الجنوبية وفرنسا. بالإضافة للمؤتمرات العربية والمعسكرات في المغرب، تونس، ليبيا، سلطنة عمان، اليمن، الإمارات ومصر.